# 竹内希実
竹内 希実（たけうち のぞみ、1980年6月25日 - ）は、日本のタレント、女優、元グラビアアイドル。
デビュー当時から竹内 のぞみ名義で活動していたが、2009年5月ごろからは雑誌などで竹内 希実で活動するようになった。
愛知県岡崎市出身。国立音楽大学音楽教育学科出身。血液型B型。

## 略歴

### 人物
国立音楽大学出身といった才女なキャッチがつくことが多い。声楽科にも在籍していたことがあるが中退した。
夢企画に母親の知人の紹介により入ったことが芸能界入りのきっかけで、グラビアアイドルとしての活動を始める。その後、たけし軍団のダンカン率いる劇団サギまがい等の舞台にも出演するなど活動の幅を広げている。
実妹は南日本放送アナウンサーの竹内梢、いとこに『恋のから騒ぎ』第11期MVPの彦六師匠こと、加藤恵実がいる。

### 活動
2007年末ごろより公式ブログが閉鎖されたが、2008年3月23日のイベントにて活動再開を報告。同年6月のDVD発売、ブログ再開などが本人から報告された。
夢企画とは契約上の問題が未解決であるが、2011年7月より株式会社4C（4C Co.,Ltd.）所属となり、ブログの更新と共に活動が再開されている。
2015年3月24日、山田ジャパンの劇団員になったが、同年秋より体調を崩し、芸能活動を無期限休業している。

## 出演

### ラジオ番組
- 太田英明・竹内のぞみ アソブココロ倶楽部（文化放送、土曜17:15 - 17:30、2005年10月 - 2007年3月31日に出演）
- 東海ラジオは土曜16:45 - 17:00、『山浦ひさし 全力疾走』の中で放送。

### テレビ番組
- 僕の生きる道 第7話（関西テレビ、2003年）
- ウォーターボーイズ 第2話（フジテレビ、2003年）
- 秋葉りむじん（テレビ東京、2003年）
- お台場明石城（フジテレビ、2004年）
- 所さん&おすぎの偉大なるトホホ人物伝（テレビ東京、2005年）
- 女優魂（中京テレビ、2005年）
- 北野タレント名鑑（フジテレビ、2006年）
- ネプベガス（TBS、2006年）
- 武藤敬司のスポーツ大百科（東海テレビ、2006年）
- コミュニTV 熱情放送（CATV）
- ステップファザー・ステップ（TBS、2012年） - 久島亜沙美 役
- 温泉若おかみの殺人推理 第24作（テレビ朝日、2012年） - 秘書 役
- ミエリーノ柏木 第1話（テレビ東京、2013年） - マンションの女 役

### オリジナルビデオ
- 修羅の道

### 舞台
- 銀座ロマン（2005年）
- 星のお姫さま（2005年）
- 天国病棟（2006年）
- I my me（2006年）
- no emotion（2007年）
- ミッカビーム・プロデュース VOL.1「LIFE OFF」（2013年）
- 大渋滞（2015年）

### インターネットコンテンツ
- ZAKクイーンのIカップ"乳殺"竹内のぞみ新境地（「ZAKZAK」内コンテンツ、2007年11月）
- グラビアアイドルレポート竹内のぞみ（「スポニチ・アネックス」内コンテンツ、2006年7月）
- ZAK THE QUEEN 2004 お正月スペシャル 竹内のぞみ（「ZAKZAK」内コンテンツ、2005年1月）
- ZAK THE QUEEN 2004 竹内のぞみ（「ZAKZAK」内コンテンツ、2004年）

## リリース作品

### 写真集
- affettuoso（2003年9月18日、ぶんか社、撮影：田村浩章）ISBN 978-4821125678
- N‐102（2004年1月、バウハウス、撮影：河野英喜）ISBN 978-4894619661
- クレッシェンド（2004年10月、彩文館出版、撮影：小池伸一郎）ISBN 978-4775600535

### イメージDVD
1. Sweet Fairy（バウハウス、2004年2月14日）
2. !!!!!Exclamation!!!!! [102cm爆乳]（コムアライアンス、2004年5月26日）
3. 102（竹書房、2004年8月20日）
4. イトオシイカラダ（ラインコミュニケーションズ、2004年11月20日）
5. I wish…（竹書房、2005年4月22日）
6. 満月（ラインコミュニケーションズ、2005年6月20日）
7. 暁の女神（2005年9月22日）
8. SELENA 月の女神（2005年11月24日）
9. 恋人気分（2006年1月20日）
10. Special DVD-BOX（2006年3月20日）
11. π（2006年4月28日）
12. あなた色（2006年7月20日）
13. VENUS 美の女神（2006年10月25日）
14. 水かけ祭り 〜ソンクラン〜（2006年10月25日）
15. とまどい（竹書房、2007年1月26日）
16. 密会（ラインコミュニケーションズ、2007年4月20日）
17. 愛しのカトリーヌ（竹緒、2007年7月19日）
18. OH!パイ誉れ（エアーコントロール、2007年9月25日）
19. OH!パイ踊り（エアーコントロール、2007年9月25日）
20. Natural posture（フォーサイド・ドット・コム、2008年3月21日）
21. Killer Body（フォーサイド・ドット・コム、2008年6月20日）

### 音楽DVD
- のぞみのウタ（タスクオフィス、2007年11月20日）

### シングルCD
1. ドルチェ - maxi single（プリズムノート、2006年7月28日）
2. 冬がはじまるよ（エイベックス・マーケティング、2007年12月5日）